# Shinji Tanaka
Shinji Tanaka (田中 真二 Tanaka Shinji?,  nacido el 25 de septiembre de 1960 en Yono (actualmente Saitama), Saitama) es un exfutbolista japonés que se desempeñaba como defensa.
Tanaka jugó 17 veces para la Selección de fútbol de Japón entre 1980 y 1985.

## Trayectoria

### Clubes
| Club               | País  | Año         |
| ------------------ | ----- | ----------- |
| Nissan Motors      | Japón | 1983 - 1992 |
| Urawa Reds         | Japón | 1992 - 1993 |
| Kyoto Purple Sanga | Japón | 1994 - 1995 |

### Selección nacional
| Selección | País  | Año         |
| --------- | ----- | ----------- |
| Absoluta  | Japón | 1980 - 1985 |

## Estadística de equipo nacional
| Selección de Japón | Selección de Japón | Selección de Japón |
| Año                | Part.              | Goles              |
| ------------------ | ------------------ | ------------------ |
| 1980               | 4                  | 0                  |
| 1981               | 8                  | 0                  |
| 1982               | 0                  | 0                  |
| 1983               | 0                  | 0                  |
| 1984               | 2                  | 0                  |
| 1985               | 3                  | 0                  |
| Total              | 17                 | 0                  |

## Palmarés

### Títulos nacionales
| Título                   | Club          | País  | Año       |
| ------------------------ | ------------- | ----- | --------- |
| Copa del Emperador       | Nissan Motors | Japón | 1983      |
| Copa del Emperador       | Nissan Motors | Japón | 1985      |
| Copa Japan Soccer League | Nissan Motors | Japón | 1988      |
| Copa del Emperador       | Nissan Motors | Japón | 1988      |
| Japan Soccer League      | Nissan Motors | Japón | 1988-1989 |
| Copa Japan Soccer League | Nissan Motors | Japón | 1989      |
| Copa del Emperador       | Nissan Motors | Japón | 1989      |
| Japan Soccer League      | Nissan Motors | Japón | 1989-1990 |
| Copa Japan Soccer League | Nissan Motors | Japón | 1990      |
| Copa del Emperador       | Nissan Motors | Japón | 1991      |

### Distinciones individuales
| Distinción                  | Año       |
| --------------------------- | --------- |
| Japan Soccer League Best XI | 1989-1990 |